# Mallinella septemmaculata
Mallinella septemmaculata är en spindelart som beskrevs av Ono 2004. Mallinella septemmaculata ingår i släktet Mallinella och familjen Zodariidae.
Artens utbredningsområde är Vietnam. Inga underarter finns listade i Catalogue of Life.